# NGC 5368
NGC 5368 est une galaxie spirale barrée située dans la constellation de la Grande Ourse. Sa vitesse par rapport au fond diffus cosmologique est de 4 722 ± 9 km/s, ce qui correspond à une distance de Hubble de 69,7 ± 4,9 Mpc (∼227 millions d'al). NGC 5368 a été découverte par l'astronome germano-britannique William Herschel en 1789.
La classe de luminosité de NGC 5368 est I-II et elle présente une large raie HI.